# Jack Falahee
Jack Falahee (Ann Arbor, Míchigan; 20 de febrero de 1989) es un actor estadounidense. Es conocido por interpretar a Charlie McBride en Twisted y a Connor Walsh en How to Get Away with Murder.

## Biografía
Falahee nació y creció en Ann Arbor, Míchigan y posteriormente se mudó a la ciudad de Nueva York. Se graduó de la Tisch School of the Arts de la Universidad de Nueva York donde estudió actuación y participó en producciones como Loves Labours Lost, El sueño de una noche de verano y Sondheim's Company.

### Carrera
Desde su graduación, Falahee ha participado en películas como Tokarev, junto a Nicholas Cage; Cardboard Boxer, Lily & Kat, Blowtorch, Untitled Ari Gold Project, y Blood and Circumstance.
Apareció también en series de televisión como Submissions Only, The Carrie Diaries, Ironside y en la película para televisión Escape from Polygamy. Su primera gran oportunidad se presentó al interpretar a Charlie McBride en la serie de ABC Family Twisted.
En 2014 fue elegido para interpretar a Connor Walsh como parte del elenco principal de la serie de ABC How to Get Away with Murder, producida por Shonda Rhimes.
Desde 2015 también ha formado parte de la miniserie de televisión Mercy Street, interpretando a Frank Stringfellow. La serie finalizó en marzo de 2017, tras dos temporadas.

## Filmografía
| Cine       | Cine                        | Cine               | Cine                     |
| Año        | Película                    | Rol                | Notas                    |
| ---------- | --------------------------- | ------------------ | ------------------------ |
| 2012       | Sunburn                     | Kevin              | Cortometraje             |
| 2013       | Hunter                      | Gavin              |                          |
| 2013       | Blowtorch                   | Michael Vardi      |                          |
| 2014       | Tokarev                     | Evan               |                          |
| 2014       | Blood and Circumstance      | Danny Stabler      |                          |
| 2014       | Slider                      | Parker Pierce      |                          |
| 2015       | Lily & Kat                  | Henri              |                          |
| 2015       | Campus Code                 | Elliot             |                          |
| 2016       | Blowtorch                   | Michael Vardi      |                          |
| 2016       | Cardboard Boxer             |                    |                          |
| 2016       | Untitled Ari Gold Project   | Jimmy              |                          |
| Televisión |                             |                    |                          |
| Año        | Título                      | Rol                | Notas                    |
| 2012       | Submissions Only            | Estudiante         | 1 episodio               |
| 2013       | The Carrie Diaries          | Colin              | 1 episodio               |
| 2013       | Ironside                    | Scott Dolan        | 1 episodio               |
| 2013       | Escape from Polygamy        | Ryder              | Película para televisión |
| 2014       | Twisted                     | Charlie McBride    | Personaje recurrente     |
| 2014–2020  | How to Get Away with Murder | Connor Walsh       | Elenco principal         |
| 2015–17    | Mercy Street                | Frank Stringfellow | Miniserie                |